# Михайлов, Сергей Анатольевич
Сергей Анатольевич Михайлов (род. 7 февраля 1958, Москва) — российский предприниматель, которого считают одним из самых влиятельных представителей преступного мира по кличке Михась. Ни разу не был осуждён по статьям, связанным с организованной преступностью.

## Биография
Родился в Солнцево. Его отец работал бойцом 1-го класса в газоспасательной службе и пожарной охране НИИ «Пластик». После окончания в 1976 году средней школы учился в техникуме общественного питания, поступил на курсы метрдотелей со знанием английского языка, затем поступил в Московский институт коммунального хозяйства и строительства, где получил квалификацию специалиста в области государственного и муниципального управления.
В молодости увлекался спортом, стал мастером спорта СССР по греко-римской (классической) борьбе.
Работал слесарем на автобазе, официантом, администратором гостиницы «Советская», снабженцем на крупных заводах Бежецка и Москвы.
В 1984 году был осуждён по обвинению в мошенничестве (инсценировал кражу мотоцикла и получил за него страховку) к трем годам лишения свободы условно.
С 1988 года работал в кооперативе «Березка», а затем в кооперативе «Фонд». С 1991 по 1994 годы работал в коммерческой фирме «Дюйм», в совместном российско-итальянском предприятии «Парма-Фудс», стал учредителем и соучредителем нескольких коммерческих российских фирм. С 1994 года начал предпринимательскую деятельность в странах Европы. Был назначен почетным консулом Коста-Рики в России в феврале 1994 года, но российское министерство иностранных дел не признало его. Стал соучредителем благотворительного фонда «Участие». Этот фонд оплатил изготовление звонницы из 9 колоколов в храме Благовещения Пресвятой Богородицы в Федосьине на Лукинской улице в Ново-Переделкино. На самом большом колоколе была сделана надпись: «От настоятелей церкви, благотворительного фонда „Участие“, фирмы „СВ-холдинг“ (учредителем которой также был Михайлов) и от солнцевской братии». Фотографию колокола и надписи можно посмотреть здесь.
Как утверждается, с конца 1980-х годов Михайлов возглавил Солнцевскую ОПГ. Ряд бывших сотрудников МВД России утверждают, что впервые узнали о лидере «солнцевских» ещё в 1987 году. В 1989 году Михайлов был арестован по обвинению в вымогательстве денег и автомобилей Volvo у председателя кооператива «Фонд» Вадима Розенбаума, однако дело против него было прекращено за недоказанностью его вины, так как свидетели начали отказываться от ранее данных показаний. В 1996 году уехавший из России Михайлов был арестован в Швейцарии по обвинению в организации преступной группы. В 1997 году Вадим Розенбаум, один из ключевых свидетелей по делу Михайлова, был застрелен в Нидерландах. Михайлов был оправдан судом присяжных ввиду недоказанности обвинения. Решением Женевского суда Михайлову была выплачена компенсация в несколько сот тысяч долларов за убытки, которые он понёс из-за ареста. Швейцарские власти утверждали, что российские правоохранительные органы отказываются сотрудничать при расследовании дела Михайлова. В 1999 году генеральный прокурор России признал, что отсутствие сотрудничества между следственными органами двух стран позволило Михайлову добиться оправдания в суде.
В 1999 году был включён в список кандидатов в депутаты от ЛДПР на выборах в Государственную думу. Кандидатский статус он получил 4 октября 1999 года в избирательной комиссии Таганрогского округа № 148. Спустя несколько дней его регистрация в качестве кандидата была отменена из-за наличия у него гражданства Греции, а затем ЛДПР не была допущена до участия в этих выборах.
В 2002 году принял активное участие в процессе финансирования и подготовки к открытию первой российской дрейфующей станции СП-32 и был удостоен звания «Почётный полярник РФ».
В 2003 году стал кандидатом экономических наук, защитив диссертацию об иностранных инвестициях в российскую промышленность.
В 2007 году ВАКК Европейской Академии экономики, управления и права утвердил его диссертацию на соискание ученой степени доктора юридических наук по теме «Правовое регулирование процесса несостоятельности (банкротства) юридических лиц». В 2009 году этой же академией ему было присвоено звание профессора.
В настоящее время является президентом акционерного общества «Центральный дом туриста».
В мае 2014 года на сайте Сергея Михайлова появилась информация (позднее удалённая) о награждении Михайлова С. А. Президентом Российской Федерации В. В. Путиным именными часами «Президент» «за шефскую помощь, оказываемую ветеранам Великой Отечественной войны, вдовам Героев Советского Союза, полных кавалеров ордена Славы и Героев России». Пресс-секретарь президента России Дмитрий Песков отрицал наличие такого награждения с формулировкой «Мы ничего об этом не объявляли, что означает, что этого просто не было». 7 августа 2017 года адвокат Михайлова представила суду копию распоряжения Президента Российской Федерации В. В. Путина «О поощрении» № 148-рп от 14 мая 2014 года, согласно которому Михайлов Сергей Анатольевич, Председатель Совета Попечителей Благотворительного Фонда «Участие», награждается именными часами «Президент» «за проведение благотворительных акций в честь 69-й годовщины Великой Победы».
В рамках поданного Сергеем Михайловым иска в суд о защите чести, достоинства и деловой репутации против Фонда борьбы с коррупцией и Алексея Навального, впервые для Михайлова, дело было им проиграно Навальному, так как сторона Михайлова не сумела доказать, что именно он является упомянутым в фильме криминальным авторитетом по кличке «Михась». По мнению защиты, реальным мотивом подачи иска являлось лишь желание обогатиться за счёт ответчика в лице Навального и ФБК. Также на суде против ФБК и Навального адвокатом Михайлова были продемонстрированы документы о том, что в 2009 году Михайлов был награждён почётной грамотой от министра внутренних дел Рашида Нургалиева, за помощь подразделениям МВД. Позже сам Навальный заявил, что неожиданный для Михайлова проигрыш ему дела произошёл именно для того, чтобы «замять историю с наградами».
В 2016 году Михайлов добился удаления упоминаний о себе из выдачи поисковых сервисов по запросам о его причастности к преступным группировкам.
02.10.2017 Люблинский районный суд г. Москвы удовлетворил в полном объёме иск Михайлова к Алексею Навальному о защите чести, достоинства и деловой репутации, указав, что сведения, распространяемые Навальным, о том, что Михайлов является лидером Солнцевской ОПГ не соответствуют действительности, порочат честь, достоинство и деловую репутацию Михайлова, и взыскал с Навального денежную компенсацию в пользу Михайлова. Апелляционным определением Московского городского суда от 30.01.2018 решение Люблинского районного суда оставлено без изменений.
В 2018—2019 годах Михайлов подал в Солнцевский районный суд г. Москвы ряд аналогичных исков против различных интернет-изданий, которые распространяли в отношении него порочащие сведения о том, что он, якобы, является лидером Солнцевской ОПГ, и выиграл все дела по ним. Суд постановил, что распространение указанных сведений в отношении Михайлова в Российской Федерации запрещено.
В 2018 году награждён орденом Дружбы Южной Осетии.
В 2019 году по решению Солнцевского районного суда (№ 2-3520/18 от 20.12.2018), куда Михайлов обратился с иском, в России был заблокирован блог «Путинизм как он есть», в котором, в частности, рассказывалось о деятельности Михайлова как главаря Солнцевской преступной группировки.